# (716) Berkeley

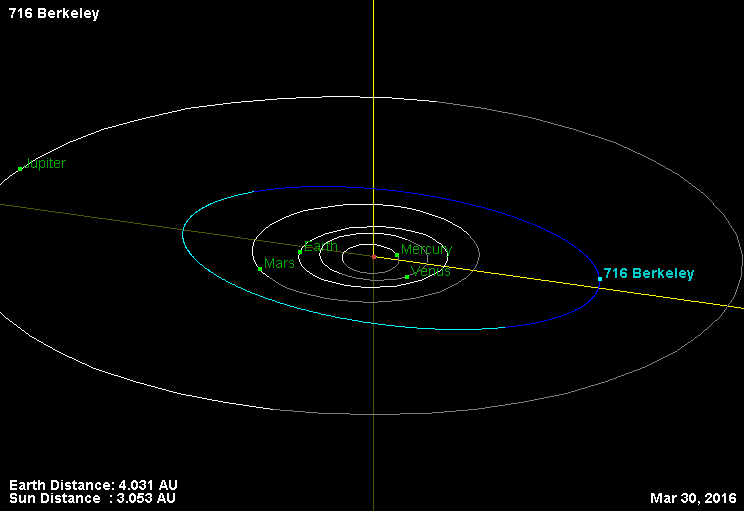
Orbit des Asteroiden

(716) Berkeley ist ein Asteroid des Hauptgürtels, der am 30. Juli 1911 vom österreichischen Astronomen Johann Palisa in Wien entdeckt wurde.
Der Asteroid ist nach der US-amerikanischen Stadt Berkeley benannt, die als Standort der University of California bekannt ist.